# Скрябин, Александр Серафимович
Александр Серафимович Скрябин (3 февраля 1947 — 2 октября 2022) — историк, педагог, общественный деятель, член Союза композиторов России. Внучатый племянник композитора А. Н. Скрябина.

## Биография
Окончил исторический факультет МГПИ им. В. И. Ленина и аспирантуру МГУ им. М. В. Ломоносова. Кандидат исторических наук, доцент.
С 1992 года являлся президентом Фонда А. Н. Скрябина. Один из основателей и организаторов Международного конкурса пианистов им. А. Н. Скрябина. Инициатор установки памятных бюстов А. Н. Скрябину в Москве (2007) и в Дзержинске (Нижегородской области; 2012).
Почётный председатель «Скрябинского дружества в Хорватии». Почётный председатель Британской Скрябинской ассоциации.
Член Учёного совета Мемориального музея А. Н. Скрябина в Москве.

## Творческая деятельность
В 1993—2015 гг. работал в Международном союзе музыкальных деятелей, возглавлял отдел конкурсов и фестивалей, в 2011—2015 гг.- вице-президент. При его участии проведено более 150 международных, российских, региональных конкурсов и фестивалей в России и за рубежом (в том числе — им. М. И. Глинки, С. В. Рахманинова, В. В. Софроницкого, памяти В. А. Лотар — Шевченко, Ф. Шопена, «Скрябин — Рахманинов» в Болгарии и др.). В 1998 и 2002 гг. был директором фортепианной части Международного конкурса им. П. И. Чайковского в Москве.
Автор литературно-музыкальных программ (совместно с А. Ю. Николаевой), посвящённых А. Н. Скрябину, С. В. Рахманинову, Б. Л. Пастернаку, В. И. Сафонову, В. И. Скрябиной, Ариадне Скрябиной и др.
С 1995 г. входил в состав Координационного совета общественных организаций культуры и искусства Стран СНГ и Балтии от Международного союза музыкальных деятелей.
10 лет работал во ВМОМК им. М. И. Глинки («Музей-квартира А. Б. Гольденвейзера») ведущим научным сотрудником (2007—2016)
Более 20 лет преподавал в Международном университете в Москве на факультете «Предпринимательство в культуре» (1998—2017).
С 2004 г. — член Союза композиторов России. Заместитель главного редактора журнала «Фортепиано», был членом редколлегии журналов «Музыкальная академия», «Музыкант-классик».
Автор более 200 работ (в том числе книг) об А. Скрябине, С. Рахманинове, В. Софроницком, А. Гольденвейзере, В. Скрябиной (Исакович), В. Сафонове и других деятелях музыкальной культуры России.
Скончался 2 октября 2022 года.

## Награды
В 2002 году награждён медалью ордена «За заслуги перед Отечеством» II степени.
В 2014 году награждён медалью ордена «За заслуги перед Отечеством» I степени.
Заслуженный деятель культуры Польши.